# 보호색

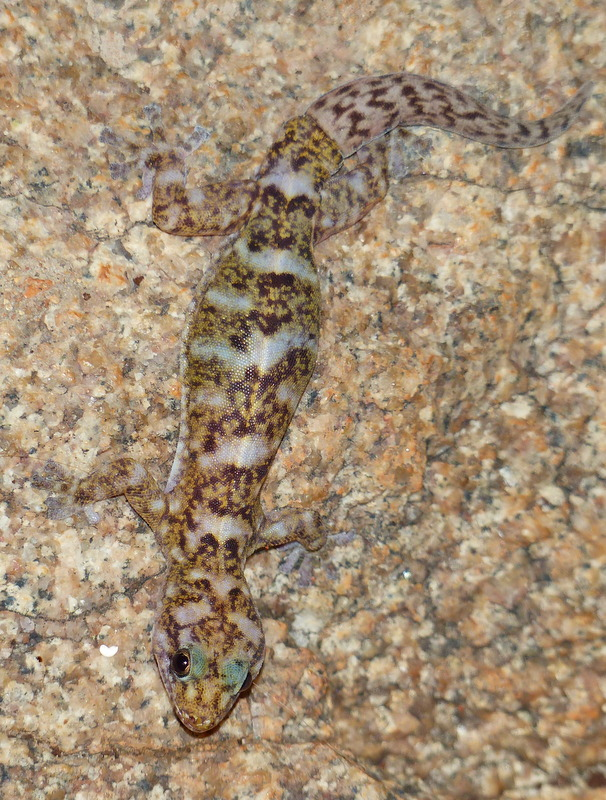

보호색(保護色, 영어: crypsis, cryptic coloration)은 동물이 주변환경과 비슷한 색상으로 자신을 숨기는 방법을 말한다.
하지만 무당벌레처럼 일부러 화려한 무늬로 경계심을 주는 경계색을 사용하는 곤충들도 있다.

## 보호색의 예
- 호랑나비는 연노란색과 검은색이 조화를 이루고 있는데, 그늘속에서 자신을 보호한다.
- 배추흰나비 애벌레는 먹이식물의 색상에 맞추어 녹색을 사용한다.
- 호랑나비의 애벌레는 2-4령까지는 새똥처럼 흰색과 흑갈색이 섞인 몸색깔을, 5령애벌레때는 먹이식물에 맞춘 녹색의 몸색깔을 갖고 있다.
- 청개구리는 주변의 잎의 색깔이랑 비슷하다.
- 카멜레온

## 같이 보기
- 카무플라주
- 경계색
- 의태